# 尾崎八郎
尾崎 八郎（おざき はちろう、1941年2月8日 - ）は、日本の教育者。関西学院中学部・高等部部長、啓明学院名誉院長。啓明学院相談役。
啓明学院校長時代には同校を共学化させ、啓明学院中学校・高校と改称したほか、姉妹校だった関西学院と系列校の提携を結んだ。その他にも各種改革に尽力し、定員割れしていた啓明学院を人気校に引き上げた。
現在は啓明学院の名誉理事である。
。

## 学歴
- 1953年（昭和28年）4月　関西学院中学部入学
- 1963年（昭和38年）3月　関西学院大学文学部史学科卒業
- 1964年（昭和39年）3月　関西学院大学大学院文学研究科修士課程中退

## 職歴
- 1964年（昭和39年）4月　関西学院中学部教諭（平成13年3月まで）
- 1975年（昭和50年）4月　関西学院大学文学部非常勤講師（昭和52年3月まで）
- 1986年（昭和61年）4月　関西学院中学部副部長（平成7年3月まで）
- 1995年（平成7年）  4月　関西学院中学部・高等部部長（平成13年3月まで）
- 2001年（平成13年）4月　啓明女学院高等学校・啓明女学院中学校校長（平成17年3月まで）
- 2005年（平成17年）4月　啓明学院中学校・高等学校校長（校名変更による、平成22年3月まで）
- 2006年（平成18年）9月　聖和大学非常勤講師（平成21年3月まで）
- 2010年（平成22年）4月　学校法人啓明学院理事長（平成30年3月まで、平成26年3月まで院長兼任）
- 2018年（平成30年）4月　学校法人啓明学院相談役（現在まで）

## 団体
- 1991年（平成3年）4月　学校法人関西学院評議員（平成13年3月まで）
- ニューヨーク市立大学広島分校理事（平成7年3月まで）
- 1995年（平成7年）4月　学校法人関西学院理事（平成13年3月まで）
- 1997年（平成9年）4月　近畿私立中学高等学校連合会理事（平成30年3月まで）
- 1999年（平成11年）10月　西宮市教育委員（平成14年10月以降委員長、同19年10月まで）
- 2000年（平成12年）5月　キリスト教学校教育同盟関西地区中高部会代表（平成14年3月まで）
- 2001年（平成13年）4月　学校法人啓明女学院理事・評議員（平成17年以降啓明学院に校名変更）
- 2010年（平成22年）4月　兵庫県私立中学高等学校連合会副理事長（平成30年3月まで）
- NPOスペシャルオリンピックス日本・兵庫理事（平成30年3月まで）
- 2011年（平成23年）4月　学校法人広島女学院理事（平成26年4月より常任理事、同27年3月まで）
- 2013年（平成25年）4月　社会福祉法人光朔会理事（現在まで）
- 2013年（平成25年）5月　学校法人パルモア学院理事（現在まで）

## 受賞
- 2007年（平成19年）11月　西宮市民文化賞
- 2008年（平成20年）11月　私立中学校高等学校教育振興功労者表彰（文部科学大臣表彰）
- 2010年（平成22年） 5月　兵庫県功労者表彰（教育功労）
- 2015年（平成27年）11月　旭日小綬章